# Arrozales en terrazas de las cordilleras de Filipinas
Los arrozales en terrazas de las cordilleras de Filipinas son un bien declarado como Patrimonio de la Humanidad por la Unesco en el año 1995 y declarado en peligro entre los años 2001 y 2012.
Las terrazas tienen cerca de 2000 años, fueron construidas en la provincia de Ifugao en las islas Filipinas por los antepasados de los indígenas de Batad. Se piensa que las terrazas fueron construidas con equipamiento mínimo, mayoritariamente a mano por los pueblos locales. Las terrazas están aproximadamente a 1500 metros de altura sobre el nivel del mar y abarcan 10.360 km² de montaña.
Están alimentados por un sistema de irrigación antiguo, presente en la selva tropical por encima de las terrazas.
Los pueblos locales todavía cultivan arroz y vegetales en estas terrazas.